# Santa Bàrbara
Santa Bàrbara è un comune spagnolo di 3 398 abitanti situato nella comunità autonoma della Catalogna.